# Янувек (Пшисуський повіт)
Янувек (пол. Janówek) — село в Польщі, у гміні Одживул Пшисуського повіту Мазовецького воєводства.
Населення — 27 осіб (2011).
У 1975-1998 роках село належало до Радомського воєводства.

## Демографія
Демографічна структура станом на 31 березня 2011 року:
|          | Загалом | Допрацездатний вік | Працездатний вік | Постпрацездатний вік |
| -------- | ------- | ------------------ | ---------------- | -------------------- |
| Чоловіки | 19      | 0                  | 16               | 3                    |
| Жінки    | 8       | 1                  | 4                | 3                    |
| Разом    | 27      | 1                  | 20               | 6                    |